# 신성 (요동)
신성(新城)은 고구려의 옛 성으로 지금의 랴오닝성 푸순 시 순청 구 고이산 고이산성에 있었다.

## 역사
293년(봉상왕 2년) 음력 8월, 모용외가 침략했을 때, 신성태수이자 북부소형이었던 고노자가 기병 500기를 이끌고 신성으로 행차하려던 왕을 맞이하려다 모용외의 군대를 만나자 이들을 격파했다. 승전이후 고노자는 대형으로 승진했고 곡림을 식읍으로 받았다.
335년(고국원왕 5년) 북쪽에 신성을 쌓았다고 종래의 신성과 다른 새로운 신성이 축성되었는데, 임기환교수는 이전기록에서 등장하는 신성을 고구려 동북쪽에 있는 것이고 335년에 축성된 신성은 현재 신성으로 알려진 무순 고이산성으로 추정했다.
654년(보장왕 13년) 고구려 장군 안고가 신성에서 거란의 가한 이굴가에게 패퇴했다.
667년에는 당나라 이적의 공격을 받자 신성성주는 항전하려 하였으나 사부구는 성주를 결박하고 항복하여 결국에는 성이 함락되고 만다.
안시성, 요동성, 건안성 등과 함께 평양성이 함락되고 나서도 당나라에 항복하지 않고 고연무의 부흥운동의 중심이 된 13개 성 중 하나였으나 결국에는 실패하였다.